# تصفيات كأس العالم 1934
بطولة كأس العالم لكرة القدم 1934 هي أول بطولة تقام لها تصفيات تأهيلية لها منذ البطولة الأولى التي أقيمت في 1930 التي أقيمت بدون تصفيات وكان المشاركة في البطولة من خلال إرسال الدعوات من قبل الاتحاد الدولي لكرة القدم. قرر 32 منتخب المشاركة في البطولة مما اضطر الاتحاد الدولي لكرة القدم إلى عمل تصفيات تمهيدية لتقليل عدد الفرق إلى النصف. شاركت الدولة المستضيفة إيطاليا في التصفيات وهي المرة الوحيدة التي تشارك فيها الدولة المستضيفة في التصفيات بينما رفضت الأوروغواي المشاركة في البطولة والدفاع عن اللقب بسبب رفض العديد من الدول الأوروبية المشاركة في البطولة الأولى التي استضافها سنة 1930.
تم توزيع المنتخبات الإثني والثلاثين إلى 12 مجموعة على حسب مواقعها الجغرافية حسب التالي:
- المجموعات من 1 إلى 8 – مخصصة لأوروبا: 12 مقعد يتنافس عليها 21 منتخب.
- المجموعات من 9 إلى 11 – مخصصة للأمريكيتين: 3 مقاعد وتتنافس عليها 8 منتخبات.
- المجموعة 12 – مخصصة لأفريقيا وآسيا: مقعد واحد وتتنافس عليها 3 منتخبات بما فيها تركيا.

27 منتخب شارك على الأقل في مباراة واحدة في التصفيات. تم لعب 27 مباراة في التصفيات وتم تسجيل 141 هدف بمعدل 5.22 في المباراة الواحدة.
القائمة التالية تضم مواعيد ونتائج التصفيات.

## الطريقة
اختلفت طرق لعب وتأهل المنتخبات في المجموعات الإثني عشر حسب التالي:
- المجموعة 1 تضم 3 منتخبات. لعبت المنتخبات في مواجهة بعض مرة واحدة وتأهل الذي جمع نقاط أكثر.
- المجموعات 2، 3، و5 ضمت منتخبان. لعبت هذه المجموعات بطريقة الدوري الكامل وتأهل من جمع نقاط أكثر.
- المجموعة 4 تضم 3 منتخبات. لعبت المنتخبات مواجهتين مع بعضهما وتأهل صاحبي المركزين الأول والثاني إلى النهائيات.
- المجموعة 6، 7، و8 تضم 3 منتخبات. لعبت المنتخبات في مواجهة بعض مرة واحدة. صاحبا المركزين الأول والثاني يتأهلان إلى النهائيات.
- المجموعتان 9 و10 تضمان منتخبين. الفائزون بالمجموعتين يتأهلان إلى النهائيات.
- المجموعة 11 تضم 4 منتخبات. لعبت المجموعة على 3 أدوار:
  - الدور الأول: لعبت هايتي 3 مباريات على ملعبها مع كوبا. الفائز يتأهل إلى ** الدور الثاني.
  - الدور الثاني: المكسيك لعبت ضد الفائز من الدور الأول 3 مباريات على ملعبها. الفائز يتأهل إلى الدور الثالث.
  - الدور الثالث: الولايات المتحدة تلعب ضد الفائز من الدور الثاني في مباراة وحيدة على أرض محايدة. الفائز يتأهل إلى النهائيات.
- المجموعة 12 تضم 3 منتخبات. بعد انسحاب تركيا تبقى منتخبان الذين لعبا مباراتي الذهاب والإياب بينهما والفائز يتأهل إلى النهائيات.

## المجموعة 1
| الترتيب | المنتخب  | النقاط | لعب | الفوز | التعادل | الخسارة | له | عليه | المعدل |
| ------- | -------- | ------ | --- | ----- | ------- | ------- | -- | ---- | ------ |
| 1       | السويد   | 4      | 2   | 2     | 0       | 0       | 8  | 2    | 4.00   |
| 2       | ليتوانيا | 0      | 1   | 0     | 0       | 1       | 0  | 2    | 0.00   |
| 3       | إستونيا  | 0      | 1   | 0     | 0       | 1       | 2  | 6    | 0.33   |

| إستونيا                               | 6-2       | السويد                                                                                                 |
| ------------------------------------- | --------- | --- |
| ليونهارد كاس 47' · ريتشارد كوريما 61' | (التقرير) | كنوت كرون 7' · لينارت بونك 10' · برتيل إريكسون 13' 70' · تورستن بونك 43' · زفن أندرسون 79' (ركلة جزاء) |

| السويد               | 2-0       | ليتوانيا |
| -------------------- | --------- | -------- |
| كنوت هانسون 55'، 65' | (التقرير) |          |

لم تلعب مباراة إستونيا مع ليتوانيا بما أنهما لا أمل لهما في التأهل.
السويد تأهلت.

## المجموعة 2
| الترتيب | المنتخب  | النقاط | لعب | الفوز | التعادل | الخسارة | له | عليه | المعدل |
| ------- | -------- | ------ | --- | ----- | ------- | ------- | -- | ---- | ------ |
| 1       | إسبانيا  | 4      | 2   | 2     | 0       | 0       | 11 | 1    | 11.0   |
| 2       | البرتغال | 0      | 2   | 0     | 0       | 2       | 1  | 11   | 0.09   |

| البرتغال | 9-0       | إسبانيا |
| --- | --------- | ------- |
| إدواردو غونزاليز 3' · إسيدرو لانغارا 13'، 14' (ركلة جزاء)، 46'، 71'، 85' · لويس ريغويرو 65'، 70' · مارتي فينتولرا 68' | (التقرير) |         |

| إسبانيا         | 2-1       | البرتغال                |
| --------------- | --------- | ----------------------- |
| فيتور سيلفا 10' | (التقرير) | إسيدرو لانغارا 12'، 25' |

إسبانيا تأهلت.

## المجموعة 3
| الترتيب | المنتخب | النقاط | لعب | فاز | تعادل | خسر | له | عليه | المعدل |
| ------- | ------- | ------ | --- | --- | ----- | --- | -- | ---- | ------ |
| 1       | إيطاليا | 2      | 1   | 1   | 0     | 0   | 4  | 0    | ∞      |
| 2       | اليونان | 0      | 1   | 0   | 0     | 1   | 0  | 4    | 0.00   |

| اليونان                                                              | 4-0       | إيطاليا |
| -------------------------------------------------------------------- | --------- | ------- |
| أنفيلوجينو غواريزي 40' · جوزيبي مياتسا 44'، 71' · جيوفاني فيراري 69' | (التقرير) |         |

إيطاليا  تأهلت بسبب انسحاب اليونان بعد المباراة الأولى.

## المجموعة 4
| الترتيب | المنتخب | النقاط | لعب | الفوز | التعادل | الخسارة | له | عليه | المعدل |
| ------- | ------- | ------ | --- | ----- | ------- | ------- | -- | ---- | ------ |
| 1       | المجر   | 4      | 2   | 2     | 0       | 0       | 8  | 2    | 4.00   |
| 2       | النمسا  | 2      | 1   | 1     | 0       | 0       | 6  | 1    | 6.00   |
| 3       | بلغاريا | 0      | 3   | 0     | 0       | 3       | 3  | 14   | 0.21   |

| المجر                | 1-4       | بلغاريا                                                                               |
| -------------------- | --------- | ------------------------------------------------------------------------------------- |
| ديميتار بايكوشيف 27' | (التقرير) | غيورغي ساروسي 29' · غابور ب. زابو 61' (ركلة جزاء) · غيزا تولدي 88' · إيمري ماركوش 89' |

| بلغاريا                                                                             | 6-1       | النمسا              |
| ----------------------------------------------------------------------------------- | --------- | ------------------- |
| يوهان هورفات 19'، 22'، 33' · كارل زيتشك 59' · رودولف فيرتل 62' · ماتياس شيندلار 67' | (التقرير) | ميهائيل لوزانوف 66' |

| بلغاريا                                     | 4-1       | المجر                |
| ------------------------------------------- | --------- | -------------------- |
| غابور ب. زابو 9'، 58' · جوزف سولتي 60'، 73' | (التقرير) | فلاديمير تودوروف 61' |

بلغاريا انسحبت، وباقي المباريات لم تلعب لأن النمسا والمجر كانتا في ترتيب أفضل.
المجر والنمسا تأهلتا.

## المجموعة 5
| الترتيب | المنتخب       | النقاط | لعب | الفوز | التعادل | الخسارة | له | عليه | المعدل |
| ------- | ------------- | ------ | --- | ----- | ------- | ------- | -- | ---- | ------ |
| 1       | تشيكوسلوفاكيا | 4      | 2   | 2     | 0       | 0       | 4  | 1    | 4.00   |
| 2       | بولندا        | 0      | 2   | 0     | 0       | 2       | 1  | 4    | 0.25   |

| تشيكوسلوفاكيا                 | 1-2       | بولندا                              |
| ----------------------------- | --------- | ----------------------------------- |
| هنريك مارتينا 52' (ركلة جزاء) | (التقرير) | جوزف سيلني 37' · فرانتيشك بلتشر 78' |

| بولندا | 0-2 | تشيكوسلوفاكيا |
| ------ | --- | ------------- |
|        |     |               |

بولندا انسحبت بعد المباراة الأولى.
تشيكوسلوفاكيا تأهلت.

## المجموعة 6
| الترتيب | المنتخب    | النقاط | لعب | فاز | تعادل | خسر | له | عليه | المعدل |
| ------- | ---------- | ------ | --- | --- | ----- | --- | -- | ---- | ------ |
| 1       | سويسرا     | 3      | 2   | 1   | 1     | 0   | 4  | 2    | 2.00   |
| 2       | رومانيا    | 2      | 2   | 1   | 0     | 1   | 2  | 3    | 0.67   |
| 3       | يوغوسلافيا | 1      | 2   | 0   | 1     | 1   | 3  | 4    | 0.75   |

| سويسرا                             | 2-2       | يوغوسلافيا                                    |
| ---------------------------------- | --------- | --------------------------------------------- |
| روبرتو فريغريو 76' · ويلي ياغي 80' | (التقرير) | فلاديمير كراييتش 50' · بلاغوي ماريانوفيتش 61' |

| رومانيا                           | 2-2       | سويسرا                                                |
| --------------------------------- | --------- | ----------------------------------------------------- |
| غراتيان سبي 18' · ستفان دوباي 65' | (التقرير) | إرفين هوتشستراسر 75' · إرنست هوفتشميد 80' (ركلة جزاء) |

شاركت رومانيا بلاعب غير مؤهل مما جعل الاتحاد الدولي لكرة القدم يمنح سويسرا نتيجة الفوز بـ 2-0.
| يوغوسلافيا           | 2-1       | رومانيا                              |
| -------------------- | --------- | ------------------------------------ |
| فلاديمير كراييتش 71' | (التقرير) | ساندور تشوارتز 38' · ستفان دوباي 74' |

سويسرا ورومانيا تأهلتا.

## المجموعة 7
| الترتيب | المنتخب | النقاط | لعب | الفوز | التعادل | الخسارة | له | عليه | المعدل |
| ------- | ------- | ------ | --- | ----- | ------- | ------- | -- | ---- | ------ |
| 1       | هولندا  | 4      | 2   | 2     | 0       | 0       | 9  | 4    | 2.25   |
| 2       | بلجيكا  | 1      | 2   | 0     | 1       | 1       | 6  | 8    | 0.75   |
| 3       | أيرلندا | 1      | 2   | 0     | 1       | 1       | 6  | 9    | 0.67   |

| بلجيكا                                                                | 4-4       | أيرلندا                     |
| --------------------------------------------------------------------- | --------- | --------------------------- |
| جان كابيل 13' · ستانلي فان دن إيند 25' · فرانسوا فان دن إيند 47'، 62' | (التقرير) | بادي مور 27'، 48'، 59'، 75' |

| أيرلندا                        | 2-5       | هولندا                                                |
| ------------------------------ | --------- | ----------------------------------------------------- |
| جوني سكويرز 44' · بادي مور 57' | (التقرير) | كيك سميت 41'، 85' · بيب باكويس 67'، 78' · لين فنت 83' |

| هولندا                                           | 4-2       | بلجيكا                                   |
| ------------------------------------------------ | --------- | ---------------------------------------- |
| كيك سميت 60' · بيب باكويس 62'، 84' · لين فنت 64' | (التقرير) | لوران غريمونبرز 51' · بيرنارد فورهوف 71' |

هولندا وبلجيكا تأهلتا.

## المجموعة 8
| الترتيب | المنتخب   | النقاط | لعب | الفوز | التعادل | الخسارة | له | عليه | المعدل |
| ------- | --------- | ------ | --- | ----- | ------- | ------- | -- | ---- | ------ |
| 1       | ألمانيا   | 2      | 1   | 1     | 0       | 0       | 9  | 1    | 9.00   |
| 2       | فرنسا     | 2      | 1   | 1     | 0       | 0       | 6  | 1    | 6.00   |
| 3       | لوكسمبورغ | 0      | 2   | 0     | 0       | 2       | 2  | 15   | 0.13   |

| ألمانيا                                                                                          | 1-9       | لوكسمبورغ      |
| ------------------------------------------------------------------------------------------------ | --------- | -------------- |
| جوزف راسلنبرغ 3'، 36'، 56'، 90' · فيلي فيغولد 12' · إرنست ألبرخت 25' · كارل هوهمان 30'، 51'، 53' | (التقرير) | إرنست منغل 27' |

| فرنسا                                                                           | 1-6       | لوكسمبورغ         |
| ------------------------------------------------------------------------------- | --------- | ----------------- |
| ألفرد أستون 3' · جان نيكولا 26'، 67'، 84'، 89' (ركلة جزاء) · إرنست ليبيراتي 80' | (التقرير) | ثيوفيل سبيتشر 46' |

لم تلعب مباراة ألمانيا مع فرنسا لأنهما ضمنا التأهل إلى النهائيات.
ألمانيا وفرنسا تأهلا.

## المجموعة 9
| الترتيب | المنتخب  | النقاط | لعب    | الفوز  | التعادل | الخسارة | له     | عليه   | المعدل |
| ------- | -------- | ------ | ------ | ------ | ------- | ------- | ------ | ------ | ------ |
| 1       | البرازيل | تأهلت  | تأهلت  | تأهلت  | تأهلت   | تأهلت   | تأهلت  | تأهلت  | تأهلت  |
| —       | بيرو     | انسحبت | انسحبت | انسحبت | انسحبت  | انسحبت  | انسحبت | انسحبت | انسحبت |

انسحبت بيرو وبالتالي تأهلت البرازيل عمليا إلى النهائيات.

## المجموعة 10
| الترتيب | المنتخب   | النقاط | لعب    | الفوز  | التعادل | الخسارة | له     | عليه   | المعدل |
| ------- | --------- | ------ | ------ | ------ | ------- | ------- | ------ | ------ | ------ |
| 1       | الأرجنتين | تأهلت  | تأهلت  | تأهلت  | تأهلت   | تأهلت   | تأهلت  | تأهلت  | تأهلت  |
| —       | بوليفيا   | انسحبت | انسحبت | انسحبت | انسحبت  | انسحبت  | انسحبت | انسحبت | انسحبت |

انسحبت بولیفیا وبالتالي تأهلت الأرجنتين عمليا إلى النهائيات.

## المجموعة 11

### الدور الأول
| الترتيب | المنتخب | النقاط | لعب | الفوز | التعادل | الخسارة | له | عليه | المعدل |
| ------- | ------- | ------ | --- | ----- | ------- | ------- | -- | ---- | ------ |
| 1       | كوبا    | 5      | 3   | 2     | 1       | 0       | 10 | 2    | 5.00   |
| 2       | هايتي   | 1      | 3   | 0     | 1       | 2       | 2  | 10   | 0.20   |

| كوبا                                                                 | 3-1 | هايتي                            |
| -------------------------------------------------------------------- | --- | -------------------------------- |
| ماريو لوبيز 20' (ركلة جزاء) · هيكتور سوكورو 61' · أنجيل مارتينيز 64' |     | روبيرت سانت فورت 85' (ركلة جزاء) |

| كوبا            | 1-1 | هايتي                            |
| --------------- | --- | -------------------------------- |
| ماريو لوبيز 85' |     | روبيرت سانت فورت 25' (ركلة جزاء) |

| كوبا                                                                          | 6-0 | هايتي |
| ----------------------------------------------------------------------------- | --- | ----- |
| هيكتور سوكورو · ماريو لوبيز · فرانسيسكو سوكورو · إنريكي فيرير · سالفادور سوتو |     |       |

كوبا تأهلت إلى الدور الثاني.

### الدور الثاني
| الترتيب | المنتخب | النقاط | لعب | الفوز | التعادل | الخسارة | له | عليه | المعدل |
| ------- | ------- | ------ | --- | ----- | ------- | ------- | -- | ---- | ------ |
| 1       | المكسيك | 6      | 3   | 3     | 0       | 0       | 12 | 3    | 4.00   |
| 2       | كوبا    | 0      | 3   | 0     | 0       | 3       | 3  | 12   | 0.25   |

| كوبا                 | 2-3 | المكسيك                      |
| -------------------- | --- | ---------------------------- |
| ماريو لوبيز 40'، 63' |     | ديونيزيو ميخيا 12'، 14'، 16' |

| كوبا | 0-5 | المكسيك                                                         |
| ---- | --- | --------------------------------------------------------------- |
|      |     | خورخي سوتا 24' · ديونيزيو ميخيا 31'، 40'، 79' · فيليب روساس 72' |

| كوبا            | 1-4 | المكسيك                                                            |
| --------------- | --- | ------------------------------------------------------------------ |
| ماريو لوبيز 15' |     | مانويل ألونزو 32'، 85' · خوزيه روفالكابا 41' · فيرناندو ماركوس 60' |

المكسيك تأهلت إلى الدور الثالث.

### الدور الثالث
| الترتيب | المنتخب          | النقاط | لعب | الفوز | التعادل | الخسارة | له | عليه | المعدل |
| ------- | ---------------- | ------ | --- | ----- | ------- | ------- | -- | ---- | ------ |
| 1       | الولايات المتحدة | 2      | 1   | 1     | 0       | 0       | 4  | 2    | 2.00   |
| 2       | المكسيك          | 0      | 1   | 0     | 0       | 1       | 2  | 4    | 0.50   |

| المكسيك                                | 2-4 | الولايات المتحدة               |
| -------------------------------------- | --- | ------------------------------ |
| مانويل ألونزو 23' · ديونيزيو ميخيا 75' |     | ألدو دونيلي 28'، 32'، 74'، 87' |

الولايات المتحدة تأهلت.

## المجموعة 12
منتخب فلسطين تحت الانتداب البريطاني كان يضم لاعبين عرب وبريطانيين. ذكر الاتحاد الدولي لكرة القدم أن منتخب فلسطين في الثلاثينات لا يمت بأي صلة بمنتخب فلسطين الدولة العربية الحالية وأن منتخب فلسطين الحالي شارك للمرة الأولى في تصفيات كأس العالم لكرة القدم في تصفيات بطولة 2002 التي أقيمت في كوريا الجنوبية واليابان. منتخب فلسطين تحت الانتداب البريطاني في الثلاثينات هو امتداد لمنتخب إسرائيل الحالي ولا علاقة له بمنتخب فلسطين الحالي."
| الترتيب | المنتخب | النقاط | لعب   | الفوز | التعادل | الخسارة | له    | عليه  | المعدل |
| ------- | ------- | ------ | ----- | ----- | ------- | ------- | ----- | ----- | ------ |
| 1       | مصر     | 4      | 2     | 2     | 0       | 0       | 11    | 2     | 5.50   |
| 2       | فلسطين  | 0      | 2     | 0     | 0       | 2       | 2     | 11    | 0.18   |
| —       | تركيا   | انسحب  | انسحب | انسحب | انسحب   | انسحب   | انسحب | انسحب | انسحب  |

| فلسطين               | 7-1       | مصر                                                                     |
| -------------------- | --------- | ----------------------------------------------------------------------- |
| أفراهام نوديلمان 61' | (التقرير) | مختار التتش 11'، 35'، 51' · مصطفى كامل طه 21'، 79' · محمد لطيف 43'، 87' |

| مصر                                                      | 1-4       | فلسطين             |
| -------------------------------------------------------- | --------- | ------------------ |
| محمد لطيف 2' · مختار التتش 7'، 22' · عبد الرحمن فوزي 35' | (التقرير) | يوهانان سوكنيك 54' |

مصر تأهلت.

## المنتخبات المتأهلة

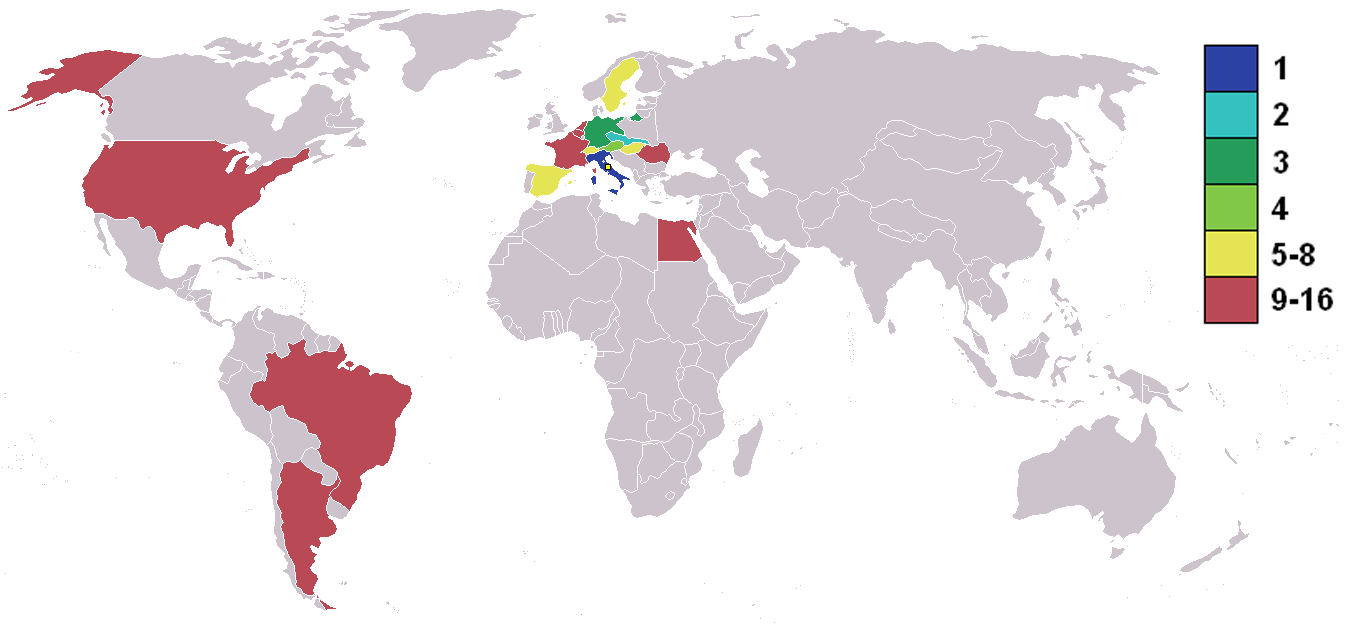
المنتخبات المتأهلة

| المنتخب          | الظهور بالنهائيات | المرات المتتالية | الظهور الأخير |
| ---------------- | ----------------- | ---------------- | ------------- |
| الأرجنتين        | 2                 | 2                | 1930          |
| النمسا           | 1                 | 1                | –             |
| بلجيكا           | 2                 | 2                | 1930          |
| البرازيل         | 2                 | 2                | 1930          |
| تشيكوسلوفاكيا    | 1                 | 1                | –             |
| مصر              | 1                 | 1                | –             |
| فرنسا            | 2                 | 2                | 1930          |
| ألمانيا          | 1                 | 1                | –             |
| المجر            | 1                 | 1                | –             |
| إيطاليا          | 1                 | 1                | –             |
| هولندا           | 1                 | 1                | –             |
| رومانيا          | 2                 | 2                | 1930          |
| إسبانيا          | 1                 | 1                | –             |
| السويد           | 1                 | 1                | –             |
| سويسرا           | 1                 | 1                | –             |
| الولايات المتحدة | 2                 | 2                | 1930          |